# Il processo di Mary de' Can
Il processo di Mary de' Can è uno spettacolo di rivista presentato dalla Compagnia Molinari nella stagione 1929-1930. Il debutto, al Teatro Nuovo di Napoli, è avvenuto l'8 novembre 1929.

## Critica
(Corriere di Napoli, 9 novembre 1929)